# Vysoká Jedle
Vysoká Jedle (deutsch Hohentann) ist ein Ortsteil der Gemeinde Místo in Tschechien.

## Geographie
Vysoká Jedle liegt zwei Kilometer südöstlich von Výsluní am Südabfall des Erzgebirges.
Das Dorf liegt am südwestlichen Fuße der Poustevna (Schweigerberg, 825 m) in der Quellmulde des Baches Lužnička (Lohbach). Südlich erhebt sich der Hohentanner Berg (655 m). Gegen Osten und Norden liegt das Tal des Prunéřovský potok (Brunnersdorfer Bach). Im Süden befindet sich die Burg Hasištejn.
Nachbarorte sind Kýšovice und Celná im Norden, Křimov und Nebovazy im Nordosten, Vysoká im Osten, Zelená und Blahuňov im Südosten, Místo im Süden, die Wüstungen Potočná und Pavlov sowie Hradiště im Südwesten, Úbočí und Třebíška im Westen sowie Výsluní und Sobětice im Nordwesten.

## Geschichte

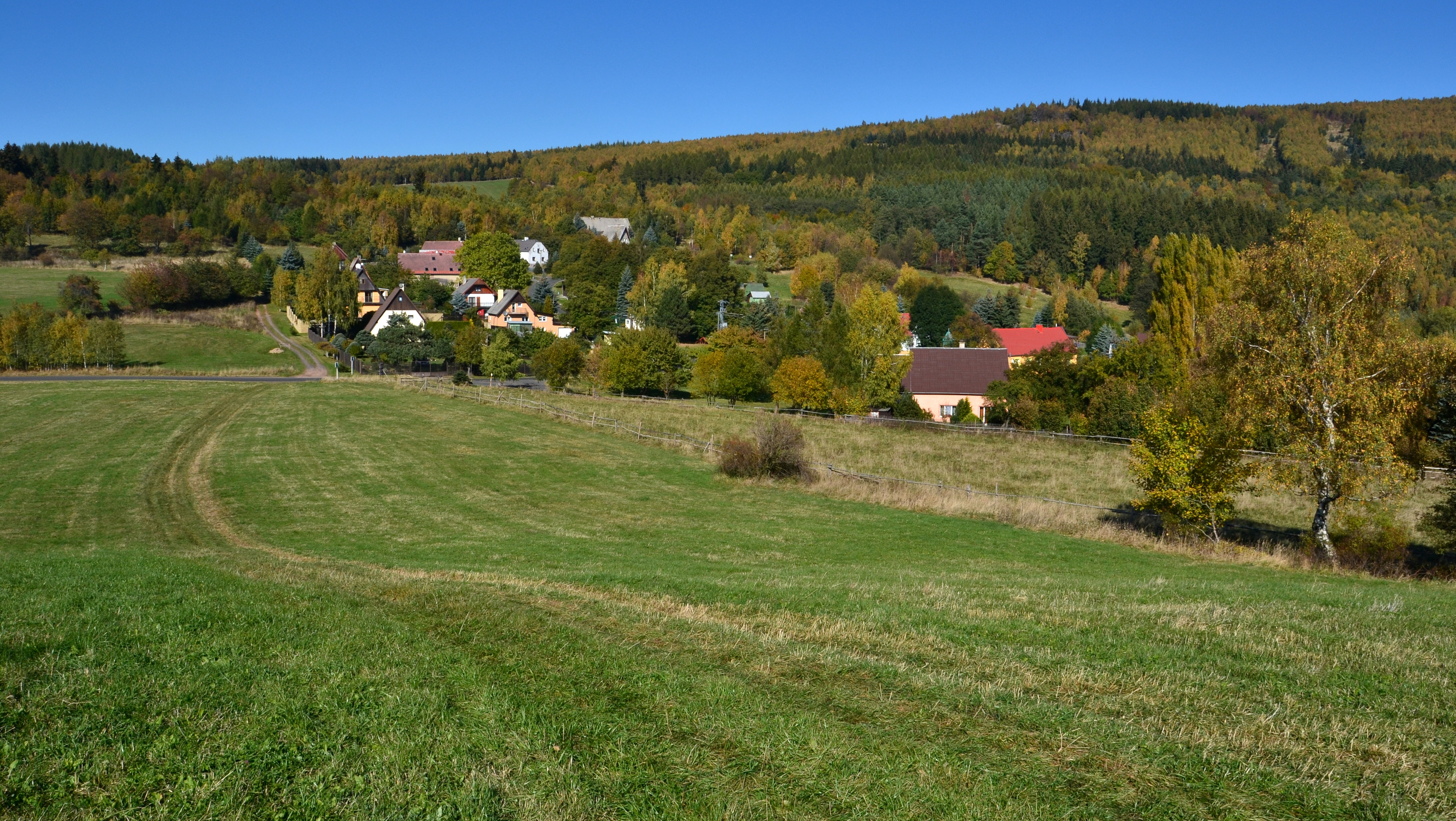
Blick auf Vysoká Jedle

Die erste schriftliche Erwähnung der zur Herrschaft Hassenstein gehörigen Ansiedlung Hochtann erfolgte im Jahre 1367. Besitzer des Ortes waren zu dieser Zeit die Herren von Schönburg. Der Ort wurde nachfolgend auch als Hohenthannen und Hohenthan bezeichnet. 1417 wurde Nikolaus von Lobkowicz für seine Verdienste bei der Einnahme der Burg Hassenstein mit der Herrschaft belehnt.
In der Platzer Kirchenchronik findet sich die Geschichte, dass einige Platzer Bürger, die ihren Hab und Gut während der Hussitenkriege verloren hatten, auf die Hohe Tanne gezogen sind und dort sieben Häuser errichteten. Möglicherweise wurde dadurch die Ansiedlung erweitert.
1518 erfolgte unter den Herren von Lobkowicz eine Erbteilung, bei der Wenzel Popel von Lobkowicz zu. Er verkaufte die Güter 1519 an seinen Bruder Wilhelm Popel von Lobkowicz. Von diesem erwarben 1533 die Grafen Schlick den Besitz, den sie bis 1545 hielten. Danach fiel der Besitz der Böhmischen Kammer zu. 1555 erhielt Bohuslav Felix von Lobkowitz und Hassenstein die Herrschaft Hassenstein als Pfandbesitz. Er kaufte aus dem Kammerbesitz noch mehrere Dörfer des Preßnitzer Gutes hinzu. 1594 wurden die Besitzungen des in Ungnade gefallenen Georg Popel von Lobkowicz konfisziert. 1606 belehnte Rudolf II. Leonhard von Steinbach mit der Herrschaft Hassenstein. Dessen Güter wurden nach der Schlacht am Weißen Berg konfisziert und 1623 an Jaroslav Bořita von Martinic verpfändet. Nach der Aufgabe der Burg Hassenstein wurde Hohentann Teil der Herrschaft Hagensdorf. In der berní rula von 1654 sind für Hohentann 15 Anwesen ausgewiesen, 1743 waren es 23. Ab 1773 gehörte das Dorf zur vereinigten Herrschaft Hagensdorf-Brinnersdorf. In Hohentann waren zu dieser Zeit auch einige Schuhmacher und Weber ansässig. Gepfarrt war Hohentann immer für Filialkirche und später zur Pfarrkirche in Platz. Schulort war gleichfalls Platz. In Heimarbeit wurde Gorlnäherei betrieben.
Nach der Aufhebung der Patrimonialherrschaften bildete Hohentann eine Gemeinde im Gerichtsbezirk Komotau bzw. Bezirk Komotau. 1898 wurde die Verbindungsstraße von Hagensdorf nach Zollhaus eingeweiht. Im Jahre 1930 hatte das Dorf ausschließlich deutsche Einwohner und bestand aus 28 Wohnhäusern. Nach dem Münchner Abkommen wurde die Gemeinde 1938 dem Deutschen Reich zugeschlagen und gehörte bis 1945 zum Landkreis Komotau. Nach dem Ende des Krieges kam Hohentann zur Tschechoslowakei zurück und die deutschen Bewohner wurden vertrieben. Seit Kriegsende wurde Hohentann zusammen mit Místo von einem gemeinsamen Örtlichen Nationalausschuss verwaltet. 1951 erfolgte die Eingemeindung nach Místo. Am 25. April 1952 wurde der bisherige Ortsname ins Tschechische übertragen und das Dorf erhielt den Namen Vysoká Jedle. Im Jahre 2001 bestand das Dorf aus 9 Wohnhäusern, in denen 14 Menschen lebten.

## Entwicklung der Einwohnerzahl
| Jahr | Einwohnerzahl |
| ---- | ------------- |
| 1869 | 180           |
| 1880 | 146           |
| 1890 | 150           |
| 1900 | 148           |
| 1910 | 136           |

| Jahr | Einwohnerzahl |
| ---- | ------------- |
| 1921 | 138           |
| 1930 | 121           |
| 1950 | 44            |
| 1961 | 42            |
| 1970 | 41            |

| Jahr | Einwohnerzahl |
| ---- | ------------- |
| 1980 | 29            |
| 1991 | 11            |
| 2001 | 14            |
| 2011 | 28            |

## Sehenswürdigkeiten
- Felsental des Prunéřovský potok mit dem Wasserfall Kýšovický vodopád
- Burg Hasištejn
- Kapelle, erbaut 1840